# Дача оружейника И. Ф. Петрова
Дача ижевского фабриканта-оружейника И. Ф. Петрова находится на берегу Ижевского пруда в посёлке Воложка в Ижевске. Здание является последней сохранившейся дореволюционной постройкой на берегу пруда и входит в перечень объектов культурного наследия регионального значения Удмуртской республики.

## История
Иван Фёдорович Петров был самым крупным частным производителем оружия в дореволюционном Ижевске. Его семья владела оружейной фабрикой, пороховым складом, лавками и пятью особняками в Ижевске. Его дача на Воложке строилась предположительно в 1913 году с участием И. А. Чарушина.
Все помещения дачи были летними, выполненными из тёса. Одна комната была тёплой. На даче Петровы принимали гостей из промышленников и чиновников. Для перемещения по пруду хозяева использовали моторную лодку. В зимнее время на пруду около дачи организовывался каток.
После Октябрьской революции с 1920-х годов здание использовалось в качестве санатория для рабочих, которых отправляли по профсоюзным путёвкам во время отпусков с городских заводов. С 1944 года на территории дачи расположился пионерский лагерь «Салют», где отдыхали дети медицинских работников. В начале 1990-х годов лагерь прекратил своё существование, а территория дачи запустела.

## Современное состояние
В июне 2019 года здание было признано объектом культурного значения и внесено в перечень выявленных объектов культурного наследия регионального значения Удмуртской республики. По состоянию на 2020 год, здание заброшено и не эксплуатируется.

## Галерея
- Экстерьер

- Интерьер